# Віктор Кресеску
Віктор Кресеску (справжнє прізвище Крисюк; молд. Victor Crăsescu; нар. 16 жовтня 1850, Кишинів — пом. 1917, Сленік) — молдавський і румунський романіст українського походження. Відомий під псевдонімом Ştefan Băsărăbeanu, тобто Штефан Бесарабець. З його новел особливо вдала «Spirca». Кресеску переважно описував життя бессарабських і добруджийських рибалок.

## Життєпис
Віктор Кресеску народився 16 жовтня 1850 року в молдавському місті Кишинів в сім'ї чиновника. Навчався в кишинівській Кишинівській духовній семінарії, потім в Імператорському Новоросійському університеті. Брав участь в народницькому русі, емігрував до Швейцарії. 1879 року переїхав до Румунії, де приєднався до соціалістів. Закінчив медичний факультет Бухарестського університету. Працював лікарем.

## Твори
- «Нариси з життя Кишинівської семінарії» (1884-91);

### Розповіді
- «Чи винен він?» (1884);
- «Буря» (1884);
- «Дикун» (1885),

### Роман
- «Єврей» (1898, про село з її соціальними протиріччями)

### Новели
- «Восторг» (1884)
- «Спірко» (1887).